# 青少年の雇用の促進等に関する法律
青少年の雇用の促進等に関する法律（せいしょうねんのこようのそくしんとうにかんするほうりつ、昭和45年5月25日法律第98号）は、青少年の雇用促進に関する日本の法律である。1970年（昭和45年）5月25日に勤労青少年福祉法として公布・同日施行。2015年（平成27年）10月1日の改正により現題名となった。通称は「青少年雇用促進法」、「若者雇用促進法」など。

## 構成
- 第一章　総則（第1条―第7条）
- 第二章　青少年雇用対策基本方針（第8条）
- 第三章　青少年の適職の選択に関する措置
  - 第一節　公共職業安定所による職業指導等（第9条―第12条）
  - 第二節　労働者の募集を行う者等が講ずべき措置（第13条―第14条）
  - 第三節　基準に適合する事業主の認定等（第15条―第19条）
- 第四章　青少年の職業能力の開発及び向上に関する措置（第20条―第22条）
- 第五章　職業生活における自立促進のための措置（第23条―第25条）
- 第六章　雑則（第26条―第34条）
- 第七章　罰則（第35条―第39条）
- 附則

## 目的・理念
この法律は、青少年について、適性並びに技能及び知識の程度にふさわしい職業（以下「適職」という）の選択並びに職業能力の開発及び向上に関する措置等を総合的に講ずることにより、雇用の促進等を図ることを通じて青少年がその有する能力を有効に発揮することができるようにし、もって福祉の増進を図り、あわせて経済及び社会の発展に寄与することを目的とする（第1条）。 
全て青少年は、将来の経済及び社会を担う者であることに鑑み、青少年が、その意欲及び能力に応じて、充実した職業生活を営むとともに、有為な職業人として健やかに成育するように配慮されるものとする（第2条）。また青少年である労働者は、将来の経済及び社会を担う者としての自覚を持ち、自ら進んで有為な職業人として成育するように努めなければならない（第3条）。 

## 事業主等の責務
事業主は、青少年について、その有する能力を正当に評価するための募集及び採用の方法の改善、職業の選択に資する情報の提供並びに職業能力の開発及び向上に関する措置等を講ずることにより、雇用機会の確保及び職場への定着を図り、青少年がその有する能力を有効に発揮することができるように努めなければならない（第4条1項）。職業紹介事業者（職業安定法第4条7項に規定する職業紹介事業者をいう）、募集受託者（同法第39条に規定する募集受託者をいう）、労働者の募集に関する情報を提供することを業として行う者並びに青少年の職業能力の開発及び向上の支援を業として行う者（以下「職業紹介事業者等」という）は、青少年の雇用機会の確保及び職場への定着が図られるよう、相談に応じ、及び必要な助言その他の措置を適切に行うように努めなければならない（第4条2項）。

## 国等の責務
国は、青少年について、適職の選択を可能とする環境の整備、職業能力の開発及び向上その他福祉の増進を図るために必要な施策を総合的かつ効果的に推進するように努めなければならない（第5条1項）。地方公共団体は、この国の施策と相まって、地域の実情に応じ、適職の選択を可能とする環境の整備、職業能力の開発及び向上その他青少年の福祉の増進を図るために必要な施策を推進するように努めなければならない（第5条2項）。
- 労働施策の総合的な推進並びに労働者の雇用の安定及び職業生活の充実等に関する法律第4条及び第5条に規定されている国と地方公共団体の役割分担を踏まえ、青少年の雇用に係る施策の一義的な実施主体として国の責務を明確にするとともに、地方公共団体においても、国の施策と相まって、地域の実情に応じて必要な施策を推進するように努めなければならないことを定めるものであること（平成27年9月30日職発0930第5号／能発0930第19号）。
- 平成27年改正前においては第5条において、ひろく国民が勤労青少年の福祉についての関心と理解を深め、かつ、勤労青少年がみずからすすんで有為な職業人としてすこやかに成育しようとする意欲をたかめるため（昭和45年6月18日発婦14号）、7月の第3土曜日を勤労青少年の日として定めていたが、改正法施行により勤労青少年の日の規定は法本則からは削除されている。

国、地方公共団体、事業主、職業紹介事業者等、教育機関その他の関係者は、第2条及び第3条の基本的理念にのっとり、青少年の福祉の増進を図るために必要な施策が効果的に実施されるよう、相互に連携を図りながら協力するように努めなければならない（第6条）。 
厚生労働大臣は、第4条及び第6条に定める事項についての必要な措置に関し、事業主、職業紹介事業者等その他の関係者が適切に対処するために必要な指針を定め、これを公表するものとする（第7条）。  
厚生労働大臣は、青少年の福祉の増進を図るため、適職の選択並びに職業能力の開発及び向上に関する措置等に関する施策の基本となるべき方針（「青少年雇用対策基本方針」という）を定めるものとする。青少年雇用対策基本方針に定める事項は、以下のとおりである。青少年雇用対策基本方針は、青少年の労働条件、意識並びに地域別、産業別及び企業規模別の就業状況等を考慮して定められなければならず、厚生労働大臣は、青少年雇用対策基本方針を定めるに当たっては、あらかじめ、労働政策審議会の意見を聴くほか、都道府県知事の意見を求めるものとする（第8条）。厚生労働大臣は、青少年雇用対策基本方針を定めるについて必要な調査を実施するものとする（第30条1項）。この規定に基づき、青少年雇用対策基本方針（令和3年3月29日厚生労働省告示第114号）が令和3年度からの5年間を運営期間として告示されている。
- 青少年の職業生活の動向に関する事項
- 青少年について適職の選択を可能とする環境の整備並びに職業能力の開発及び向上を図るために講じようとする施策の基本となるべき事項
- 前二号に掲げるもののほか、青少年の福祉の増進を図るために講じようとする施策の基本となるべき事項

国は、学校と協力して、その学生又は生徒に対し、職業生活において必要な労働に関する法令に関する知識を付与するように努めなければならない（第26条）。国は、青少年の福祉の増進を図るため、事業主、特定地方公共団体、職業紹介事業者等その他の関係者に対して、必要な助言、指導その他の援助を行うように努めなければならない（第27条）。
厚生労働大臣は、この法律の施行に関し必要があると認めるときは、事業主、職業紹介事業者等、求人者及び労働者の募集を行う者に対して、報告を求め、又は助言、指導若しくは勧告をすることができる（第28条）。公共職業安定所は、この法律に定める事項について、青少年の相談に応じ、及び必要な助言その他の援助を行うことができる（第29条）。

## 労働者の募集を行う者等が講ずべき措置
公共職業安定所は、求人者が学校若しくは専修学校の学生又は生徒であって卒業することが見込まれる者その他厚生労働省令で定める者（「学校卒業見込者等」という）であることを条件とした求人（「学校卒業見込者等求人」という）の申込みをする場合において、その求人者がした労働に関する法律の規定であって政令で定めるものの違反に関し、法律に基づく処分、公表その他の措置が講じられたとき（厚生労働省令で定める場合に限る）は、職業安定法第5条の5の規定にかかわらず、その申込みを受理しないことができる（第11条、施行規則第1条）。この規定により公共職業安定所が求人の申込みを受理しないときは、求人者に対し、その理由を説明しなければならない（施行規則第4条）。  
労働者の募集を行う者及び募集受託者（企業規模は問わない）は、学校卒業見込者等であることを条件とした労働者の募集（「学校卒業見込者等募集」という）を行うときは、学校卒業見込者等に対し、青少年の募集及び採用の状況、職業能力の開発及び向上並びに職場への定着の促進に関する取組の実施状況その他の青少年の適職の選択に資するものとして厚生労働省令で定める事項（「青少年雇用情報」という）を提供するように努めなければならない。労働者の募集を行う者及び募集受託者は、学校卒業見込者等募集に当たり、当該学校卒業見込者等募集に応じ、又は応じようとする学校卒業見込者等の求めに応じ、青少年雇用情報を提供しなければならない（第13条）。「青少年雇用情報」とは、以下のとおりであり（施行規則第5条）、1~3のいずれか1以上の方法を書面の交付等適切な方法によって行わなければならない（施行規則第6条）。
1. 青少年の募集及び採用の状況に関する事項として次に掲げる事項
  - 直近の3事業年度に採用した者（新たに学校若しくは専修学校を卒業した者若しくは新たに公共職業能力開発施設若しくは職業能力開発総合大学校の行う職業訓練を修了した者又はこれに準ずる者（「新規学卒者等」という）に限る。）の数及び当該採用した者のうち直近の3事業年度に離職した者の数
  - 男女別の直近3事業年度に採用した新規学卒者等の数
  - その雇用する労働者の平均継続勤務年数
2. 職業能力の開発及び向上に関する取組の実施状況に関する事項として次に掲げる事項
  - その雇用する労働者に対する研修の有無及びその内容
  - その雇用する労働者が自発的な職業能力の開発及び向上を図ることを容易にするために必要な援助の有無並びにその内容
  - 新たに雇い入れた新規学卒者等からの職業能力の開発及び向上その他の職業生活に関する相談に応じ、並びに必要な助言その他の援助を行う者を当該新規学卒者等に割り当てる制度の有無
  - その雇用する労働者に対してキャリアコンサルティング（職業能力開発促進法第2条5項に規定するキャリアコンサルティングをいう）の機会を付与する制度の有無及びその内容
  - その雇用する労働者に対する職業に必要な知識及び技能に関する検定に係る制度の有無並びにその内容
3. 職場への定着の促進に関する取組の実施状況に関する事項として次に掲げる事項
  - その雇用する労働者一人当たりの直近の事業年度における平均した1月当たりの所定外労働時間
  - その雇用する労働者一人当たりの直近の事業年度において取得した年次有給休暇の平均日数
  - 育児休業の取得の状況として、次に掲げる全ての事項
    - その雇用する男性労働者であって、直近の事業年度において配偶者が出産したものの数及び当該事業年度において育児休業をしたものの数
    - その雇用する女性労働者であって、直近の事業年度において出産したものの数及び当該事業年度において育児休業をしたものの数

  - 役員に占める女性の割合及び管理的地位にある者に占める女性の割合

求人者は、学校卒業見込者等求人の申込みに当たり、その申込みに係る公共職業安定所又は職業紹介事業者に対し、青少年雇用情報を提供するように努めなければならない。公共職業安定所又は職業紹介事業者に学校卒業見込者等求人の申込みをした求人者は、その申込みをした公共職業安定所若しくは職業紹介事業者又はこれらの紹介を受け、若しくは受けようとする学校卒業見込者等の求めに応じ、青少年雇用情報を提供しなければならない（第14条）。 

## 基準に適合する事業主の認定
厚生労働大臣は、常時雇用する労働者の数が300人以下の事業主からの申請に基づき、当該事業主について、青少年の募集及び採用の方法の改善、職業能力の開発及び向上並びに職場への定着の促進に関する取組に関し、その実施状況が優良なものであることその他の厚生労働省令で定める基準に適合するものである旨の認定を行うことができる（第15条）。この認定を受けた事業主（「認定事業主」という）は、商品、役務の提供の用に供する物、商品又は役務の広告又は取引に用いる書類その他の厚生労働省令で定めるものに厚生労働大臣の定める表示を付することができる。何人も、この規定による場合を除くほか、商品等にこの表示又はこれと紛らわしい表示を付してはならない（第16条）。この規定に基づき、現在「ユースエール認定」として認定が行われていて、認定を受けた企業は、認定マークを商品や広告、名刺、求人票などに使用することができ、青少年の活躍を推進している事業主であることをアピールすることができるほか、公共調達における加点評価、日本政策金融公庫による低利融資（基準利率から－0.65%）の対象になる。

## 適用除外
第4条1項、第6条、第7条、第15条から第19条まで、第22条、第27条及び第28条の規定は、国家公務員及び地方公務員に関しては、適用しない（第34条）。